# The Dark Knight Rises
The Dark Knight Rises (bra: Batman - O Cavaleiro das Trevas Ressurge ou Batman: O Cavaleiro das Trevas Ressurge; prt: O Cavaleiro das Trevas Renasce) é um filme britano-estadunidense de 2012 dos gêneros ação, aventura, drama e policial, dirigido por Christopher Nolan e escrito por ele e seu irmão Jonathan, baseado numa história concebida por Nolan e David S. Goyer inspirada no personagem Batman, da DC Comics.
É o terceiro e último filme da série cinematográfica Batman de Nolan, e uma sequência direta de Batman Begins e The Dark Knight. Christian Bale reprisa como Bruce Wayne / Batman, bem como o retorno ao elenco de Michael Caine como Alfred Pennyworth, Gary Oldman como James Gordon, Morgan Freeman como Lucius Fox e Cillian Murphy como o Dr. Jonathan Crane. O filme também introduz os personagens Selina Kyle, interpretada por Anne Hathaway, uma ladra gatuna cuja presença em Gotham City põe em movimento uma cadeia de eventos que levarão Batman a sair de sua aposentadoria, e Bane, interpretado por Tom Hardy, o antagonista da história.
Nolan inicialmente se mostrou hesitante sobre uma terceira continuação da série, mas concordou em voltar depois de desenvolver uma história com seu irmão e David Goyer, que em sua opinião seria uma conclusão satisfatória para a série. O filme teve como inspiração a série de quadrinhos Batman: Knightfall (1993), que marcou o surgimento do vilão Bane; em The Dark Knight Returns (1987), onde Batman volta a Gotham City após uma ausência de quase dez anos, e em Terra de Ninguém (1999), em que um grande terremoto abala Gotham. As filmagens ocorreram em várias partes do mundo, incluindo Índia, Londres, Glasgow, Los Angeles, Nova Iorque e Pittsburgh. Nolan usou câmeras IMAX durante a maior parte das filmagens para otimizar a qualidade da imagem. Tal como aconteceu com The Dark Knight, as campanhas de marketing viral começaram cedo para ajudar a promover o filme. Quando as filmagens foram concluídas, a Warner Bros. focalizou a sua campanha, com o desenvolvimento de sites promocionais, liberando os seis primeiros minutos do filme e o trailer de cinema, e enviando peças aleatórias de informações sobre o enredo do filme para várias empresas.
The Dark Knight Rises estreou em Nova Iorque em 16 de julho de 2012. o filme foi lançado na Austrália e na Nova Zelândia em 19 de julho de 2012, e na América do Norte e no Reino Unido em 20 de julho de 2012, recebendo elogios por sua direção, roteiro, elenco, trilha sonora e a forma como conclui a trilogia, com muitos críticos o considerando um dos melhores filmes de 2012 e a década 
e sempre.    Durante uma sessão da meia-noite em Aurora, Colorado, um atirador abriu fogo dentro do cinema, matando 12 pessoas e ferindo outras 58, levando ao destaque internacional da imprensa. Atualmente, é a trigésima sexta maior bilheteria de todos os tempos.

## Enredo
Oito anos se passaram após os acontecimentos de The Dark Knight. O Batman não é visto desde que assumiu a culpa pelos crimes do promotor público Harvey Dent. O alter-ego do herói, Bruce Wayne, se tornou um recluso, e as Empresas Wayne começam a derrocar após investirem um projeto de energia por fusão da executiva Miranda Tate - projeto que acabou sendo cancelado após Bruce descobrir o potencial bélico do reator. Com a nova Lei Dent, o comissário Jim Gordon e a polícia de Gotham City acabaram com o crime organizado, permitindo que a maior parte dos chefões do crime fossem presos sem julgamento.
Enquanto Gordon desiste de revelar as mentiras sobre Dent durante a festa na Mansão Wayne, a ladra Selina Kyle rouba as digitais de Bruce e um colar de sua mãe. Procurando um político desaparecido, Gordon acaba encontrando nos esgotos o terrorista Bane, assim como sua gangue. Gordon é ferido na fuga, e seu discurso com toda a verdade cai nas mãos de Bane. No hospital ele promove o policial John Blake a detetive.
Blake - que descobriu a identidade secreta de Bruce - e Gordon, pedem pelo retorno de Batman. Bane ataca a bolsa de valores de Gotham, usando as digitais de Bruce para falir as Empresas Wayne. Deduzindo corretamente que um executivo rival, John Daggett, financiou Bane para tomar o controle de sua companhia, Bruce passa o domínio para Tate. Daggett desde o princípio havia sido enganado por Bane, e este o mata para tomar o controle de seu império em construção.
Bruce decide voltar como Batman, e com a ajuda de Kyle encontra Bane. Este revela que tomou o controle da liga das Sombras de Ra's al Ghul e agora planeja destruir Gotham, como Ra's pretendia em Batman Begins. Abatido fisicamente e mentalmente, Batman não aguenta lutar com Bane e este por fim o aleija, mandando-o para uma prisão distante e desesperadora. Após roubar os equipamentos das indústrias Wayne, Bane força Tate e Lucius Fox a revelarem o reator a fusão, que acaba se tornando uma bomba nuclear após ter seu núcleo retirado. Em seguida atrai todos os policiais para o esgoto e usa bombas escondidas para soterrá-los no subsolo, devastando Gotham.
Bane anuncia, durante um jogo de futebol americano, que possui uma bomba capaz de destruir a cidade e caso alguém tentasse escapar não conseguiria, pois as pontes que conectam Gotham ao continente já haviam sido destruídas na explosão. Bane lê o discurso de Gordon em público antes de libertar os presos na penitenciária Black Gate pela Lei Dent, dentre eles Jonathan Crane, se tornando líder de uma farsa jurídica para os outrora ricos e poderosos de Gotham.
Ao longo de meses, Bruce se recupera física e mentalmente da prisão, e após uma árdua escalada, consegue fugir da prisão. De volta a Gotham, ele reúne Gordon, Blake, Tate, Fox e Kyle para ajudá-lo a desarmar a bomba, antes que esta seja detonada. Na batalha entre os terroristas e policiais, Batman surge e confronta novamente Bane, derrotando-o dessa vez. Inesperadamente Tate o esfaqueia e revela ser a filha de Ra's al Ghul, Talia, com a intenção de concluir os planos do pai e vingar a morte dele.
Antes que Talia detone a bomba, Gordon neutraliza o receptor remoto da mesma, forçando Talia a ir atrás do caminhão com o artefato e deixando Bane para matar Batman. Antes que o faça, Kyle atira em Bane com o Batpod. Batman tenta forçar Talia a levar a bomba para a câmara, onde Fox poderia neutralizá-la, mas Talia faz esta ser inundada. Talia morre após colidir o caminhão, e o Batman usa o Batwing para carregar a bomba longe de Gotham. Esta explode, e aparentemente mata o herói.
O Batman é considerado uma lenda viva, enquanto que Bruce é considerado morto durante as revoltas. Seu testamento manda dividir suas propriedades para liquidar dívidas, com a mansão Wayne ficando para o orfanato de Blake, e o resto da fortuna para o mordomo Alfred Pennyworth. Logo após estes eventos, Gordon descobre um novo Batsinal no telhado da polícia, enquanto que Fox vê que Bruce tinha instalado no Batwing um piloto automático. Na Itália, Alfred encontra Bruce e Selina, enquanto John Blake, tendo seu nome revelado como Robin, descobre a Batcaverna.

## Elenco
- Christian Bale como Bruce Wayne / Batman:[19] Um playboy bilionário dedicado a proteger Gotham City do submundo do crime. Nolan declarou que, devido ao hiato de oito anos entre os eventos de The Dark Knight e os de The Dark Knight Rises, "ele é um velho Bruce Wayne, ele não está em um grande estado".[7] Bale utilizou uma técnica de artes maciais chamada de método de luta Keysi, mas devido ao estado atual de Bruce e estilo de Bane, o método teve de ser modificado.[20] Bale afirmou que The Dark Knight Rises seria o último filme em que ele interpreta o Batman,[21] e descreve o arco do personagem como finalmente enfrentar a dor da perda que ele adiou por muitos anos lutando contra criminosos e equilibrando a necessidade de guardar a dor para e se tornar o assassino que a cidade já acredita que ele é.[22]Anne Hathaway em 2007

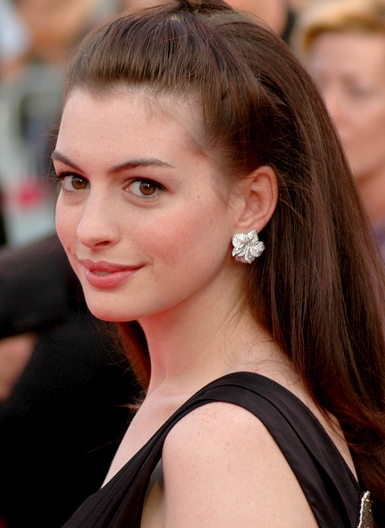
Anne Hathaway em 2007

- Gary Oldman como James Gordon:[23] Comissário do Departamento de Polícia de Gotham City, e um dos poucos policiais honestos da cidade. Gary Oldman descreveu o trabalho do personagem na limpeza de Gotham City como o tendo deixado cansado da vida e um pouco entediado,[24] comparando Gordon a um soldado que deixa a chance de estar na linha de frente.[25] Gordon se sente culpado pelo sua papel no encobrimento da morte de Harvey Dent e chega ao ponto onde ele está disposto a renunciar ao seu cargo de Comissário por causa disso, mas não o faz quando ele sente que Gotham está prestes a ser ameaçada.
- Anne Hathaway como Selina Kyle / Mulher-Gato:[26][27] É uma ladra descrita como "sócia" de Bane[28] e que acaba tendo um relacionamento amoroso com Batman.[25] Kyle está a procura do "Ficha Limpa", um programa de computador que supostamente consegue apagar os antecedentes criminais de uma pessoa, quando cruza o caminho de Bruce Wayne. Hathaway fez o teste sem saber o papel que ela estava concorrendo, admitindo que ela tinha um personagem em mente, mas só soube que o papel era Selina Kyle depois de conversar com Christopher Nolan por uma hora.[29] Hathaway descreveu o papel como sendo a mais fisicamente exigente que ela já tinha interpretado, e confessou que teve que redobrar os seus esforços no ginásio para acompanhar as exigências do papel.[30][31] Hathaway treinou extensivamente em artes marciais para o papel, e se inspirou em Hedy Lamarr, que era a inspiração para a personagem Mulher-Gato, para desenvolver a sua performance.[28]
- Tom Hardy como Bane:[26] Um líder terrorista que tem a intenção de destruir Gotham City. Ele era inicialmente um membro da Liga das Sombras, antes de ser excomungado. O personagem foi escolhido por Nolan por causa de seu desejo de ver Batman testado, tanto a nível físico, tanto a nível mental.[7] Bane tem sido descrito como "um terrorista em pensamento e ação".[7] Hardy declarou que tinha a intenção de retratar o personagem como "mais ameaçador do que a versão de Robert Swenson do personagem em Batman & Robin, de Joel Schumacher, e que, a fim de fazê-lo, sua interpretação consistia na criação de uma contradição entre a voz e o corpo. Hardy ganhou 14 quilos para o papel,[32] aumentando o seu peso para 90 kg.[32]
- Joseph Gordon-Levitt como Robin John Blake: Um jovem policial cujos instintos o levam a crer que há problemas surgindo no horizonte. Vendo algo de si mesmo em Blake, o Comissário Gordon lhe dá uma tarefa especial.[33] Blake representa o idealismo que Gordon e Bruce Wayne uma vez realizaram, mas logo perderam em sua luta contra o crime na cidade.[25] Ele é retratado como sendo inteligente o suficiente para deduzir a identidade de Batman, e está revoltado pelo acobertamento das circunstâncias da morte de Harvey Dent e o papel do Comissário Gordon nele. O filme revela que o seu nome de batismo é Robin John Blake.
- Morgan Freeman como Lucius Fox:[23] Fox retorna a Wayne Enterprises em nome de Bruce Wayne e serve como seu armeiro, fornecendo-lhe equipamento de alta tecnologia. Sua posição como presidente da Wayne Enterprises permite que ele desenvolva discretamente tecnologia de ponta e armas, assim como a Wayne Enterprises começa a perder dinheiro.
- Marion Cotillard como Miranda Tate / Talia al Ghul: Um membro do conselho executivo da Wayne Enterprises que incentiva uma ainda de luto Bruce Wayne a se reunir com a sociedade e continuar as obras filantrópicas de seu pai.[33] Cotillard negou especulações de que ela estaria interpretando um papel duplo como Miranda Tate e Talia al Ghul, declarando que sua personagem é uma criação totalmente original,[34] embora o lançamento do filme tenha confirmado que essa era uma pista falsa. Tate foi descrita como o fornecedora de Bruce com um sentido muito necessário de esperança a mando de Alfred e Lucius Fox.[25] A atriz-mirim Joey King interpreta uma jovem Talia em flashbacks.
- Michael Caine como Alfred Pennyworth:[23] O confiável mordomo e confidente de Bruce. Alfred tem agido como uma figura paterna para Bruce, e continua a ajudá-lo em suas missões, bem como dando a ele conselhos úteis. Alfred é incapaz de aceitar o desejo de Bruce de reviver o Batman, mesmo indo tão longe a ponto de renunciar o seu cargo para mostrar a seriedade da posição de Bruce sobre ele. Christopher Nolan enfatizou o vínculo emocional entre Alfred e Bruce, ressaltando sua importância nos filmes anteriores e prever que a relação será tensa como nunca fez antes.[25]

Linus Roache interpreta Thomas Wayne em uma alucinação de Bruce. Cillian Murphy retorna para interpretar o Dr. Jonathan Crane dos filmes anteriores. Josh Pence e Liam Neeson aparecem como Ra's al Ghul, dirigente da Liga das Sombras; Pence interpreta uma versão mais jovem do personagem em cenas que acontecem trinta anos antes dos eventos de Batman Begins, enquanto Neeson reprisa seu papel de Batman Begins uma aparição do personagem para Bruce Wayne. Outros membros do elenco incluem Nestor Carbonell reprisando seu papel como prefeito Anthony Garcia; Alon Abutbul como o Dr. Leonid Pavel, um físico nuclear russo; Juno Temple como Jen, amiga e cúmplice de Selina Kyle, Matthew Modine como vice-comissário Peter Foley; Ben Mendelsohn como John Daggett, rival da empresa de Bruce Wayne e com Burn Gorman como seu assistente Stryver; Brett Cullen como o deputado Gillian; Chris Ellis como um sacerdote; Aidan Gillen como um agente da CIA; Rob Brown como um oficial GCPD; e Christopher Judge como um capanga de Bane. William Devane interpreta o presidente dos Estados Unidos. Tom Conti desempenha um prisioneiro. Aaron Eckhart expressou entusiasmo em voltar para uma sequência, se solicitado, embora mais tarde ele declarou que Nolan afirmou que o seu personagem, Harvey Dent, está morto, e apenas imagens de arquivo de Eckhart de The Dark Knight aparecem no filme.
Vários membros do Pittsburgh Steelers fazem aparições como membros do time fictício de futebol americano de Gotham, os Gotham Rogues, incluindo  Ben Roethlisberger, Hines Ward, Troy Polamalu, Willie Colon, Maurkice Pouncey, Mike Wallace, Heath Miller, Aaron Smith, Ryan Clark, James Farrior, LaMarr Woodley, e Casey Hampton, e o ex-treinador dos Steelers Cowher Bill como o treinador dos Rogues. O prefeito de Pittsburgh, Luke Ravenstahl, que havia jogado futebol americano na faculdade, aparece como jogador no time adversário, o Rapid City Monuments. Thomas Lennon, que tinha uma pequena aparição como médico em Memento, mais uma vez tem uma aparição como um médico.

## Produção

### Desenvolvimento

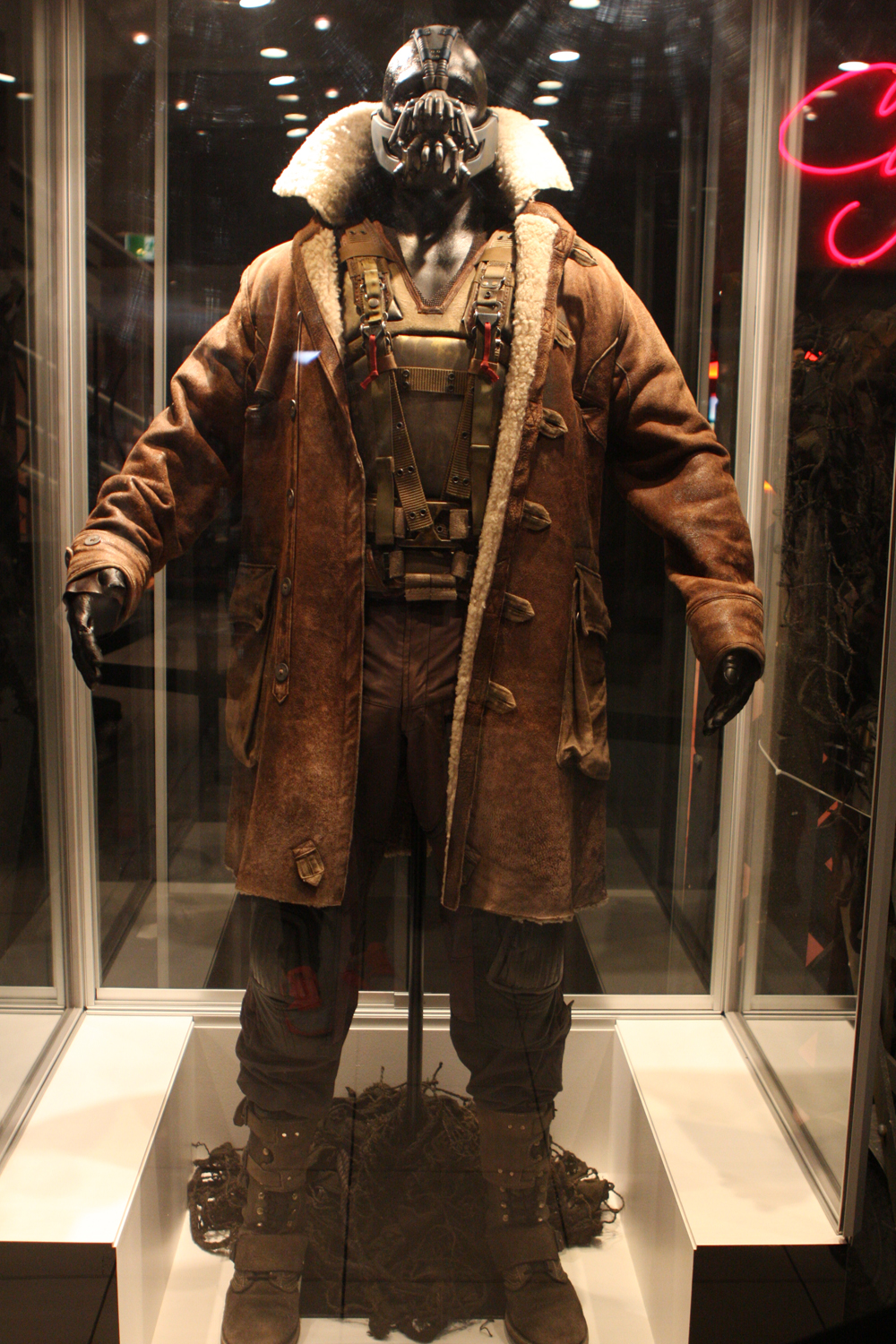
Figurino de Bane usado por Tom Hardy em "Batman: O Cavaleiro das Trevas Ressurge" em exposição na premiere em Sydney.

Jeff Robinov, presidente da Warner Bros., tinha a esperança de que um terceiro filme do Batman fosse lançado em 2011 ou 2012. Christopher Nolan queria que a história do terceiro filme o mantivesse emocionalmente investido. "Em um nível mais superficial, devo fazer a pergunta", ele disse, "quantos bons terceiros filmes de uma franquia as pessoas podem nomear?" Retornou para encontrar um modo necessário de continuar a história, porém temeu no meio das filmagens de The Dark Knight que um terceiro filme seria redundante. Em dezembro de 2008, Nolan completou um esboço da linha de história, antes de se comprometer com Inception.
Nolan explicou que enquanto ele estiver dirigindo, Robin não irá aparecer na franquia porque Christian Bale ainda está interpretando um "jovem Batman", que significa "Robin, não por alguns filmes". Em 9 de fevereiro de 2010, foi anunciado que Nolan "quebrou" a história para a sequência de The Dark Knight e que ele se comprometeu a retornar para o projeto. Em fevereiro de 2010, Jonathan Nolan e David S. Goyer começaram a trabalhar no roteiro.
Quando Goyer saiu para trabalhar em The Man of Steel, Jonathan Nolan estava escrevendo um roteiro baseado na história de seu irmão e de Goyer. Em março de 2010, Nolan confirmou seu envolvimento no projeto e disse que este será seu último filme de Batman e uma conclusão para a história:
| “ | Sem entrar em detalhes, a chave que faz o terceiro filme ser uma excelente possibilidade para nós é que queremos terminar a história. E vendo-a como o encerramento de uma história ao invés de estourar o balão indefinidamente e expandir a história... Estou muito excitado sobre o fim do filme, a conclusão, e o que fizemos com os personagens. Meu irmão veio com algumas coisas bem excitantes. Diferente dos quadrinhos, essas coisas não duram eternamente em filme e olhá-la como como uma história com um fim é útil. Vendo-a como um final, isso o coloca no trilho certo sobre uma conclusão apropriada e a essência da narrativa que estamos contando. E isso remete para a prioridade de tentar encontrar a realidade nessas histórias fantásticas. | ” |

Nolan disse em 10 de junho de 2010 que o roteiro de Jonathan estava terminado. Em setembro de 2010 ele confirmou seu retorno ao cargo de diretor e que ele estava polindo o roteiro de seu irmão, e no mês seguinte Nolan anunciou que o título do filme seria The Dark Knight Rises. O diretor afirmou que o Coringa não iria retornar para o terceiro filme, nem que ele usaria cenas excluídas de Heath Ledger em The Dark Knight. Ele descartou igualmente o retorno de Charada ou Pinguim, personagens para os quais estavam cotados atores como Johnny Depp, Leonardo DiCaprio, que era o favorito do estúdio, e Hugh Laurie.

### Filmagens

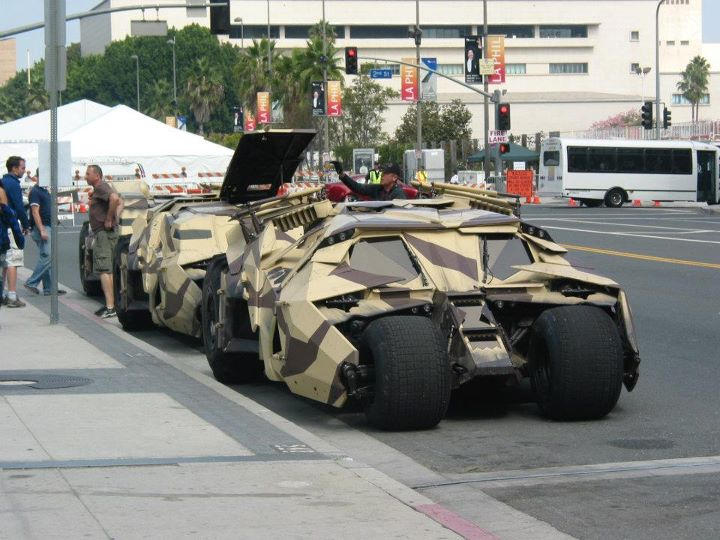
Os três novos Batmóveis no set do filme em Pittsburgh, Pensilvânia.

As filmagens começaram em 19 de maio de 2011. Nolan escolheu não filmar o filme em 3D, preferindo se focar na melhora da qualidade de imagem e escala usando o formato IMAX, esperando empurrar as fronteiras tecnológicas até mais adiante, mas mesmo assim mantendo o estilo visual do filme consistente com os dois predecessores. Nolan teve várias reuniões com David Keighley, vice-presidente da IMAX, para discutir as logísticas de projetar filmes em cinemas IMAX digital. The Dark Knight Rises tem mais cenas rodadas em IMAX do que The Dark Knight. O diretor de fotografia Wally Pfister expressou seu interesse de filmar todo o filme em IMAX, porém devido ao barulho considerável que as câmeras IMAX fazem, câmeras de 70 mm devem ser usadas para gravar os diálogos.
Com um orçamento estimado de 250 milhões de dólares, as filmagens começaram em 21 de maio de 2011, em Jodhpur, na Índia. As filmagens tem encerramento previsto para novembro de 2011, passando de quatro a seis semanas em Pittsburgh, onde operaram com o nome falso de Magnus Rex. Os locais de filmagens na cidade incluem o estádio Heinz Field, local de um jogo de futebol americano, com membros do Pittsburgh Steelers interpretando os jogadores do time fictício Gotham Rogues. Outros lugares em Pittsburgh incluem o Instituto Mellon, a Software Engineering Institute e a Universidade Carnegie Mellon. A carta enviada aos moradores e proprietários detalhando o fechamento das estradas revelaram que as ruas da cidade seriam o palco para o início do filme.

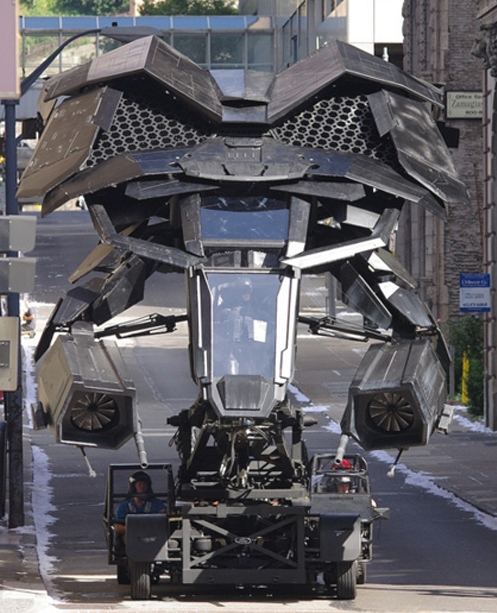
A Batnave no set do filme em Pittsburgh, Pensilvânia.

Fotos das filmagens em Pittsburgh mostraram não apenas um Tumbler intacto e camuflado, mas três versões dele, com sutis diferenças, sendo dois deles com lançadores de foguetes embutidos no lado direito do teto, lembrando que o primeiro, na cor preta, foi destruído pelo Coringa em The Dark Knight. Fotos posteriores do set mostraram um "novo veículo aéreo", mostrado em movimento no Túnel Wabash, provocando especulações sobre a sua natureza. Em junho de 2011, o Autoblog confirmou a presença do novíssimo Lamborghini Aventador no set de filmagem. Outras locações incluem Londres e Glasgow, esse último sendo usado para filmar as cenas exteriores adicionais. As filmagens em Pittsburgh continuaram até o dia 21 de agosto, antes da produção se mudar para Los Angeles e Nova Iorque.
Vários acidentes ocorreram durante a produção do filme. Enquanto filmavam no Wollaton Hall, um trator-reboque colidiu contra a entrada principal do local, apesar de ninguém ter ficado ferido. Mais tarde, um dublê paraquedista caiu contra o telhado de uma casa durante as filmagens na Escócia, após uma falha durante um salto; ele não ficou gravemente ferido. Enquanto filmavam cenas em Pittsburgh, a dublê de Hathaway colidiu contra uma das câmeras IMAX durante a filmagem de uma cena em que a personagem anda de Batpod por um lance de escadas durante um motim. Não houve feridos, mas a câmera foi destruída. Um segundo acidente ocorreu em Pittsburgh quando um caminhão que transportava um veículo novo, uma espécie de aeronave blindada com design semelhante ao Tumbler (batmóvel), saiu de curso e caiu em uma matriz de iluminação, danificando o modelo de aeronave. A produção foi atrasada enquanto o modelo da aeronave era consertado.

## Divulgação

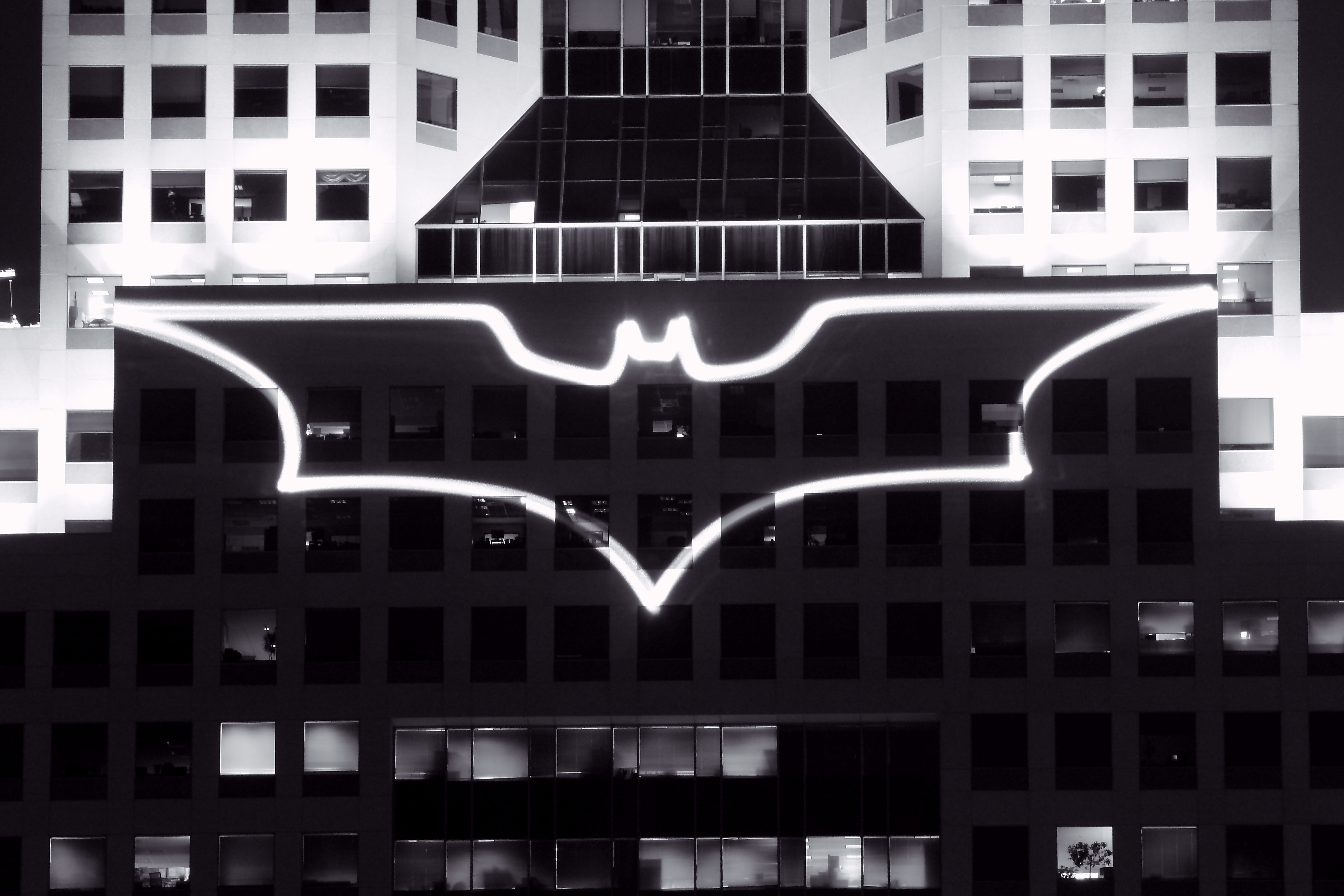
Batsinal nas filmagens em Pittsburgh

Em maio de 2011, o site oficial do filme foi lançado, introduzindo uma campanha de marketing viral semelhante à utilizada para promover The Dark Knight. Quando o site foi aberto, um arquivo de áudio codificado jogou o ruído do que tem sido descrito como cantar. Quando o arquivo de áudio foi decifrado, foi revelado o link para o Twitter oficial do filme. Para cada pessoa que comentou sobre a conta no Twitter, um pixel foi retirado da página da web, revelando assim a primeira imagem oficial de Bane.
Em julho de 2011, um teaser trailer que foi feito para ser lançado juntamente com Harry Potter e as Relíquias da Morte - Parte 2 vazou na internet. Ele foi lançado pelo estúdio três dias depois.

## Lançamento

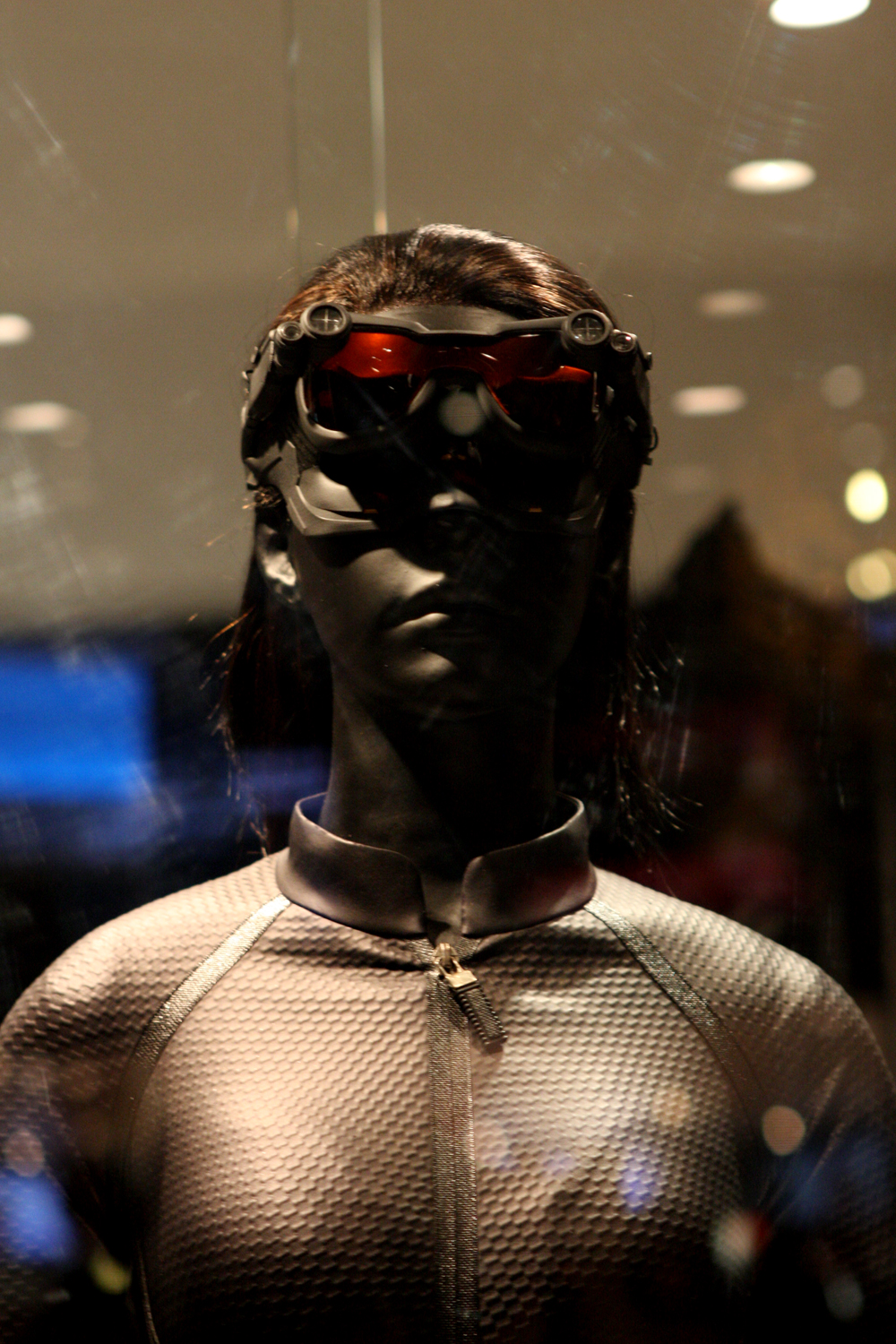
Figurino de Selina Kyle / Mulher-Gato usado por Anne Hathaway em "Batman: O Cavaleiro das Trevas Ressurge" em exposição na premiere em Sydney.

### legado
O filme foi considerado influente. O Daily Telegraph o lista como um dos maiores de todos os tempos. Em 2014, a Empire Magazine classificou Batman: O Cavaleiro das Trevas Ressurge como o 72º melhor filme já feito em sua lista dos "301 Maiores Filmes de Todos os Tempos", conforme votação dos leitores da revista. Foi eleito o 8º melhor filme de super-herói de acordo com uma pesquisa com 1.000 adultos britânicos realizada pela Virgin Media em 2018. A Total Film o nomeou o 48º melhor filme da década de 2010. O Den of Geek o classificou em 61º lugar em sua lista dos melhores filmes da década. Os críticos de cinema Richard Roeper e Roe Conn do Chicago Sun-Times, para seu podcast "Melhores Filmes da Década", listaram Batman: O Cavaleiro das Trevas Ressurge entre sua lista dos melhores filmes de ação da década. Em 2019, em uma enquete organizada pela LADbible, Batman: O Cavaleiro das Trevas Ressurge foi eleito o melhor filme da década de 2010-2019. Robbie Collin, do The Daily Telegraph, frequentemente o coloca em primeiro lugar em sua lista anual dos 25 melhores filmes de super-heróis. Bane é considerado um dos melhores vilões do cinema de todos os tempos. A atuação de Marion Cotillard foi elogiada e é considerada uma das melhores vilãs femininas do cinema.

### Bilheterias
The Dark Knight Rises estreou em 20 de julho de 2012 em 4 404 salas nos Estados Unidos. Devido a um incidente em uma das pré-estreias, em que um atirador matou 12 pessoas no Colorado, a Warner Bros. lançou os números de faturamento apenas na segunda-feira. Os 160 milhões de dólares no primeiro fim de semana é a terceira maior estreia da história, depois de Os Vingadores e Harry Potter e as Relíquias da Morte - Parte 2. Uma semana depois, o filme estreou no Brasil em 900 salas. Faturou 13,5 milhões de reais no primeiro fim de semana, com 1,17 milhão de ingressos vendidos.
The Dark Knight Rises havia faturado 1 114 976 407 dólares em todo o mundo, superando a bilheteria de seu antecessor, The Dark Knight, de 2008. Atualmente é a trigésima maior bilheteria da história.

### Incidente em Aurora
Durante uma sessão da meia-noite em um shopping de Aurora, Colorado, um atirador com uma máscara de gás abriu fogo dentro do cinema, matando 12 pessoas e ferindo outras 58. O único suspeito é James Eagan Holmes, preso nas proximidades poucos minutos depois. Em sua declaração à polícia, Holmes disse ser o Coringa, e que havia uma bomba armada para quem invadisse seu apartamento. A polícia realmente encontrou explosivos na residência de Holmes. A Warner Bros, lançou um pedido de condolências, e cancelou uma pré-estreia em Paris que contaria com a presença dos atores do filme, e declarou que irá indenizar as vítimas. Christian Bale e o presidente Barack Obama foram visitar os hospitalizados.